# Derechos de radiodifusión
Los derechos de radiodifusión, o también, derechos de transmisión o derechos de medios, son derechos de propiedad intelectual sobre emisiones inalámbricas que una organización de radiodifusión negocia con una empresa comercial, tal como un organismo rector deportivo o un distribuidor de películas, para mostrar los productos de esa empresa en televisión o radio, ya sea en vivo, en diferido o con resúmenes.
De acuerdo con la Convención de Roma, una emisión consiste en "la difusión inalámbrica de sonidos o de imágenes y sonidos para su recepción por el público."

## Propiedad intelectual
La Organización Mundial de la Propiedad Intelectual (OMPI), una de las 17 agencias especializadas de las Naciones Unidas, tiene entre sus objetivos eliminar la piratería de señales. La OMPI sostiene como derechos de los organismos de radiodifusión: 
- Proteger las costosas inversiones que se realizan para la difusión por televisión de eventos deportivos.
- Reconocer y retribuir los esfuerzos de los organismos de radiodifusión.
- Reconocer y recompensar su contribución a la difusión de la información y la cultura.

### Tipos de derechos
De acuerdo al medio o la manera en que se realiza la radiodifusión los derechos pueden clasificarse de la siguiente maneraː
- la radiodifusión en directo
- la difusión por Internet
- radiodifusión diferida/transmisión por flujo continuo de manera diferida
- paquetes de momentos destacados

### Derecho internacional
En virtud de la Convención de Roma de 1961, los organismos de radiodifusión tienen derechos exclusivos durante 20 años para autorizar o prohibir la retransmisión, fijación (grabación), reproducción y comunicación al público de sus emisiones, si dicha comunicación se realiza en lugares accesibles al público mediante el pago de un derecho de entrada.  
Conforme al artículo 14 de dicha convención, el plazo de protección de la radiodifusión se computa a partir del final del año en que: 
- la fijación se realizó, tanto para los fonogramas como para las interpretaciones o ejecuciones incorporadas en ellos;
- la ejecución tuvo lugar, para las ejecuciones no incorporadas en fonogramas;
- La transmisión se llevó a cabo, para transmisiones.

La actualización de la protección internacional de los organismos de radiodifusión se ha debatido extensamente en la OMPI en el ámbito del Comité Permanente de Derecho de Autor y Derechos Conexos (SCCR) y todavía está en curso. 